# CETA București
CETA București este o companie de transport din România.
Grupul CETA (Compania de Expediții și Transport Auto), înființat în 1991 și deținut de președintele-fondator Marius Cae, include încă opt firme specializate în reparații și asistență auto, asigurări, expediții feroviare, consultanță vamală, dezvoltări imobiliare și logistică.
Număr de angajați în 2008: 550
Cifra de afaceri în 2008: 37 milioane euro